# Mathieu Berson
Mathieu Berson és un futbolista francès, nascut a Vannes el 23 de febrer de 1982. Ocupa la posició de migcampista.
Ha jugat a la competició francesa amb el Nantes (club on va destacar), l'Auxerre i el Toulouse. També ha disputat la Premier League anglesa amb l'Aston Villa i la lliga espanyola amb el Llevant UE.